# Hénaut Président
Pour les articles homonymes, voir Hénaut.
Cet article concerne la série télévisée. Pour l'adaptation cinématographique, voir Hénaut Président (film).
Hénaut Président est une série télévisée française en 70 épisodes de quatre minutes, créée par Michel Muller, diffusée à partir du 15 janvier 2007 sur Paris Première.

## Synopsis
Pierre Hénaut, médecin généraliste et maire sans étiquette d'une commune rurale, décide de se présenter à l’élection présidentielle de 2007.

## Distribution
- Michel Muller : Pierre Hénaut
- Thierry Godard : Thierry Giovani
- Dimitri Rataud : Dimitri Blanc
- Noémie de Lattre : Noémie Camus
- Olivier Charasson : Olivier Alexandre
- Fred Scotlande : Fred Moore
- Pascal Tokatlian : Pascal Sadoyan
- Gwendolyn Gourvenec : Kathy
- Aurore Broutin : Florence Hénaut

## Épisodes
1. La déclaration
2. L'affiche
3. Le bonus
4. Première antenne
5. Le slogan
6. Le débriefing
7. La double page dans Voilà
8. L'indice médiascopie
9. La photo compromettante
10. Le fond de teint
11. Blues Mutuel
12. La photo romantique
13. Les Gardes du corps
14. Pris en Flag
15. La cravate
16. Désaccord permanent
17. La réforme fiscale
18. Le panel
19. Les Lobbies
20. Perdre son âme
21. Jet lag
22. La soupe populaire
23. Le musée
24. Les rondelles de saucisson
25. Les Yeux dans Hénaut
26. La Grand-mère
27. Jeu de rôle
28. La Popularité de Laure
29. Le patrimoine
30. La gestuelle
31. La tente
32. Elle & lui
33. La retouche
34. 12 $
35. Main dans la main
36. Le dossier
37. Les vrais gens
38. 500 signatures
39. Le break
40. C'est moi qui l'ai fait
41. Mme Hénaut s'ennuie
42. Résister aux coups
43. J'y arriverai pas
44. La rousse
45. Chercher ses émotions
46. Le Match
47. L'attentat
48. La Voyante
49. Le débat d'idées
50. Istanbul
51. Assumer la séparation
52. L'enlèvement
53. La tombe de Mendès
54. Le stylo de Sarko
55. Mamouchka est morte
56. Le clip officiel
57. La boulangerie de Pierre
58. Peur sur la ville
59. L'autoradio
60. La marseillaise
61. Hénaut Président
62. Les jeux sont faits
63. Le 22 avril
64. Le Yaourt à 0 %
65. Les adieux
66. Les vacances au Mexique
67. En avant pour 2012
68. Autopsie d'un échec

## Commentaires
Tournée à Montbéliard, cette série réalisée par Bruno le Jean et Michel Muller, fut diffusée en 2007 tous les jours jusqu'à l’élection présidentielle, avec notamment de vrais journalistes qui y jouent leur propre rôle en interrogeant le candidat comme si c'était un vrai.

## Adaptation cinématographique
Michel Muller réalise lui-même l'adaptation cinématographique de la série, qui sort en mars 2012.

## Produits dérivés

### DVD
- Hénaut Président : L'intégrale de la série (7 mai 2007) (ASIN B000O78GTQ)